# Amphioplus relictus
Amphioplus relictus är en ormstjärneart. Amphioplus relictus ingår i släktet Amphioplus och familjen trådormstjärnor. Inga underarter finns listade i Catalogue of Life.